# Lainshaw Castle
Lainshaw Castle ist eine abgegangene Niederungsburg etwa 1,6 km südwestlich von Stewarton in der schottischen Council Area East Ayrshire. Die Ruine der Burg aus dem 15. Jahrhundert wurde um 1800 in ein Landhaus namens Lainshaw House integriert.

## Geschichte
Die Burg gehörte dem Clan Stewart, aber 1570 fiel sie an den Clan Montgomery. Ein Cunningham, einer der Tabakkönige, kaufte das Anwesen 1779 von Sir Walter Montgomerie-Cunninghame, der durch den Amerikanischen Unabhängigkeitskrieg verarmt war.
Um 1800 wurde das neue Landhaus erbaut, in das die Ruine der Burg integriert wurde.

## Beschreibung
1608 beschreibt Pont Lainshaw Castle als „a stronge old Dunijon“ (dt.: ein starker, alter Donjon).
Am heutigen Gebäude sind die meisten Erdgeschossmauern und die Südostfassade bis zu einer Höhe von über 11 Metern Teile der ursprünglichen Burg. Zwei kleine Fenster im Erdgeschoss und ein großes Fenster im 3. Obergeschoss mit Rundstab fallen besonders auf.
Die bis heute erhaltenen Mauern der alten Burg wurden mit verschiedenen Eingängen durchbrochen, die zu neueren Gebäudeteilen führen; einige davon wurden später wieder zugemauert. An der Südostfassade kann man drei verschiedene Dachkanten sehen. Ein genaues Baudatum dieser Gebäudeteile kann man nicht ausmachen, aber man denkt, dass sie Ende des 15. oder Anfang des 16. Jahrhunderts entstanden sein müssen.